# لوكاس باكيتا
لوكاس تولينتينو كويلهو دي ليما (بالبرتغالية: Lucas Tolentino Coelho de Lima) المعروف بـلوكاس باكيتا (بالبرتغالية: Lucas Paquetá) (من مواليد 27 أغسطس 1997 في ريو دي جانيرو، البرازيل) هو لاعب كرة قدم برازيلي، يلعب مع نادي وست هام يونايتد في الدوري الإنجليزي الممتاز في مركز الوسط المهاجم. نشأ باكيتا في أكاديمية نادي فلامينغو، ولعب مع الفريق الأول في نادي فلامينغو البرازيلي في الفترة ما بين 2016–2018. قبل أن ينتقل في 2019 لنادي إيه سي ميلان الإيطالي.

## مسيرته الكروية

### البدايات
بدأ لوكاس باكيتا مسيرته الكروية في أكاديمية نادي فلامنغو البرازيلي، حيث انضم إلى الفئات السنية في سن مبكرة وأظهر موهبة لافتة في خط الوسط. تم تصعيده إلى الفريق الأول عام 2016، ومنذ ذلك الحين أصبح أحد أبرز لاعبي الوسط الشباب في البرازيل، مما جذب أنظار الأندية الأوروبية.

### فلامنجو
انضم لوكاس باكيتا إلى أكاديمية نادي فلامنغو البرازيلي في سن مبكرة، وتدرج في فئاته السنية حتى تم تصعيده إلى الفريق الأول في عام 2016. شارك مع الفريق في عدة بطولات محلية وقارية، وسرعان ما أثبت نفسه كلاعب وسط هجومي يتمتع بقدرات فنية عالية ورؤية ممتازة في الملعب. خلال مسيرته مع فلامنغو، خاض باكيتا أكثر من 90 مباراة رسمية وسجل عددًا من الأهداف الحاسمة، كما ساهم في وصول الفريق إلى نهائي كأس سود أمريكانا عام 2017 .

### إيه سي ميلان
في يناير 2019، انتقل باكيتا إلى نادي إيه سي ميلان الإيطالي في صفقة بلغت قيمتها نحو 35 مليون يورو. بدأ مشواره في الدوري الإيطالي بشكل واعد، وقدم مستويات جيدة في مركز الوسط الهجومي. إلا أن أداءه شهد بعض التذبذب لاحقًا بسبب التغيرات الفنية في الفريق، مما أثر على عدد مشاركاته. خلال فترة لعبه مع ميلان، شارك في 44 مباراة رسمية وسجل هدفًا واحدًا. 

### أولمبيك ليون
في سبتمبر 2020، انتقل لوكاس باكيتا إلى نادي أولمبيك ليون الفرنسي بعقد يمتد حتى عام 2025، في صفقة قُدرت قيمتها بحوالي 20 مليون يورو. وجد باكيتا نفسه من جديد في ليون، حيث تألق في خط الوسط وقدم مستويات مميزة جعلته أحد الركائز الأساسية للفريق. تميز بأدائه الفني العالي وتنوع أدواره في وسط الملعب، سواء كصانع ألعاب أو لاعب وسط متقدم. خلال موسمه الأول مع ليون، سجل أهدافًا حاسمة وقدم تمريرات مؤثرة، مما ساهم في رفع قيمته السوقية وزيادة اهتمام الأندية الأوروبية الكبرى به.

### وست هام يونايتد
في أغسطس 2022، انضم لوكاس باكيتا إلى نادي وست هام يونايتد الإنجليزي في صفقة قياسية للنادي حينها، بلغت قيمتها حوالي 51 مليون يورو، ليصبح بذلك أغلى صفقة في تاريخ النادي. تأقلم سريعًا مع أجواء الدوري الإنجليزي الممتاز، وبرز بأدائه المميز في وسط الملعب، حيث جمع بين المهارة البرازيلية والانضباط التكتيكي. ساهم في تحقيق نتائج إيجابية للفريق، وكان له دور بارز في تتويج وست هام بلقب دوري المؤتمر الأوروبي لموسم 2022–23، وهو أول لقب أوروبي للنادي منذ عقود. وقد نال إشادة واسعة من الجماهير والنقاد على حد سواء.

## الإحصائيات
آخر تحديث 1 ديسمبر 2018.
| النادي  | الموسم  | الدوري           | الدوري | الدوري | الكأس | الكأس | بطولة قارية | بطولة قارية | أخرى | أخرى | المجموع | المجموع |
| النادي  | الموسم  | الدوري           | لعب    | سجل    | لعب   | سجل   | لعب         | سجل         | لعب  | سجل  | لعب     | سجل     |
| ------- | ------- | ---------------- | ------ | ------ | ----- | ----- | ----------- | ----------- | ---- | ---- | ------- | ------- |
| فلامنغو | 2016    | الدوري البرازيلي | 0      | 0      | 0     | 0     | -           | -           | 2    | 0    | 2       | 0       |
| فلامنغو | 2017    | الدوري البرازيلي | 17     | 1      | 3     | 1     | 9           | 2           | 8    | 2    | 37      | 6       |
| فلامنغو | 2018    | الدوري البرازيلي | 32     | 10     | 6     | 0     | 7           | 0           | 11   | 2    | 56      | 12      |
| المجموع | المجموع | المجموع          | 49     | 11     | 9     | 1     | 16          | 2           | 21   | 4    | 95      | 18      |

1. ↑  الظهور في كامبيوناتو كاريوكا.
2. ↑  الظهور في كأس ليبرتادوريس.

### أهدافه الدولية
| #  | التاريخ        | المكان                                               | الخصم          | الهدف | النتيجة | المسابقة               |
| -- | -------------- | ---------------------------------------------------- | -------------- | ----- | ------- | ---------------------- |
| 1  | 23 مارس 2019   | ملعب التنين، بورتو، البرتغال                         | بنما           | 1–0   | 1–1     | ودية                   |
| 2  | 19 نوفمبر 2019 | ملعب محمد بن زايد، أبوظبي، الإمارات                  | كوريا الجنوبية | 1–0   | 3–0     | ودية                   |
| 3  | 8 يونيو 2021   | ملعب ديفنسوريس دل تشاكو، أسونسيون، باراغواي          | باراغواي       | 2–0   | 2–0     | تصفيات كأس العالم 2022 |
| 4  | 2 يوليو 2021   | ملعب نيلتون سانتوس الأولمبي، ريو دي جانيرو، البرازيل | تشيلي          | 1–0   | 1–0     | كوبا أمريكا 2021       |
| 5  | 5 يوليو 2021   | ملعب نيلتون سانتوس الأولمبي، ريو دي جانيرو، البرازيل | بيرو           | 1–0   | 1–0     | كوبا أمريكا 2021       |
| 6  | 11 نوفمبر 2021 | أرينا كورينثيانز، ساو باولو، البرازيل                | كولومبيا       | 1–0   | 1–0     | تصفيات كأس العالم 2022 |
| 7  | 29 مارس 2022   | ملعب هيرناندو سيليس، لاباز، بوليفيا                  | بوليفيا        | 1–0   | 4–0     | تصفيات كأس العالم 2022 |
| 8  | 5 ديسمبر 2022  | ملعب 974، الدوحة، قطر                                | كوريا الجنوبية | 4–0   | 4–1     | كأس العالم 2022        |
| 9  | 20 يونيو 2023  | ملعب خوسيه ألفالادي، لشبونة، البرتغال                | السنغال        | 1–0   | 2–4     | ودية                   |
| 10 | 26 مارس 2024   | سانتياغو برنابيو، مدريد، إسبانيا                     | إسبانيا        | 3–3   | 3–3     | ودية                   |
| 11 | 28 يونيو 2024  | ملعب أليجانت، لاس فيغاس، الولايات المتحدة            | باراغواي       | 4–1   | 4–1     | كوبا أمريكا 2024       |

## روابط خارجية
- لوكاس باكيتا على موقع الاتحاد الأوربي (الإنجليزية)
- لوكاس باكيتا على موقع إي إس بي إن إف سي (الإنجليزية)
- لوكاس باكيتا على موقع قاعدة بيانات كرة القدم.إي يو (الإنجليزية)
- لوكاس باكيتا على موقع ليكيب (الفرنسية)
- لوكاس باكيتا على موقع ناشيونال فوتبول تيمز (الإنجليزية)
- لوكاس باكيتا على موقع Soccerbase.com (لاعب) (الإنجليزية)
- لوكاس باكيتا على موقع Soccerway.com (الإنجليزية)
- لوكاس باكيتا على موقع عالم كرة القدم.نت (الإنجليزية)
- لوكاس باكيتا على موقع كووورة
- لوكاس باكيتا على موقع AS.com (الإسبانية)